# Bedoll comú
El bedoll, beço bedoll comú (Betula pendula) és un arbre caducifoli de la família de les betulàcies. Es troba a quasi tot Europa (especialment als països nòrdics on arriba a formar grans boscos), a gran part d'Àsia, al nord d'Amèrica i al nord d'Àfrica. Cria a tot el nord de la península Ibèrica, des de l'extrem oriental dels Pirineus fins a Galícia, així com a altres serralades de la meitat septentrional de la Península. A Catalunya, trobem el bedoll al nord-oest del Principat (els Pirineus) i a les comarques més centrals.

## Etimologia
Betula pendula va ser descrita per Albrecht Wilhelm Roth i publicat a Tentamen Florae Germanicae 1: 405. 1788.
Betula és el nom llatí del bedoll.
Pendula (del llatí pendulus) significa 'penjoll', degut a que els fruits d'aquesta planta tenen forma de penjoll.

### Sinònims
- Betula alba
- Betula verrucosa Ehrh.
- Betula oxycoviensis Besser
- Betula lobulata Kanitz
- Betula gummifera Bertol.
- Betula alba subsp. verrucosa (Ehrh.) Celak.
- Betula aetnensis Raf.
- Betula alba var. pendula (Roth) Cariot & St.-Lag.*
- Betula alba subsp. verrucosa (Ehrh.) Regel
- Betula alba var. fontqueri (Rothm.) Maire & Weiller

- Betula alba var. verrucosa (Ehrh.) Wallr.
- Betula alba var. vulgaris Spach
- Betula fontqueri Rothm.
- Betula parvibracteata Peinado, G. Moreno & M. Velasco
- Betula pendula subsp. fontqueri (Rothm.) G. Moreno & Peinado
- Betula pendula Roth subsp. pendula Roth
- Betula pendula var. fontqueri (Rothm.) G. Moreno & Peinado
- Betula pendula var. meridionalis G. Moreno & Peinado
- Betula pendula var. parvibracteata (Peinado, G. Moreno & M. Velasco) G. Moreno & Peinado
- Betula pendula var. pendula Roth[6]

## Cultivars
- Betula pendula 'Birkalensis'

- Betula pendula 'Darlecarlica'
- Betula pendula 'Youngii'
- Betula pendula 'Fastigiata'
- Betula pendula 'Tristis'
- Betula pendula 'Gracilis'
- Betula pendula 'Viscosa'

## Ecologia

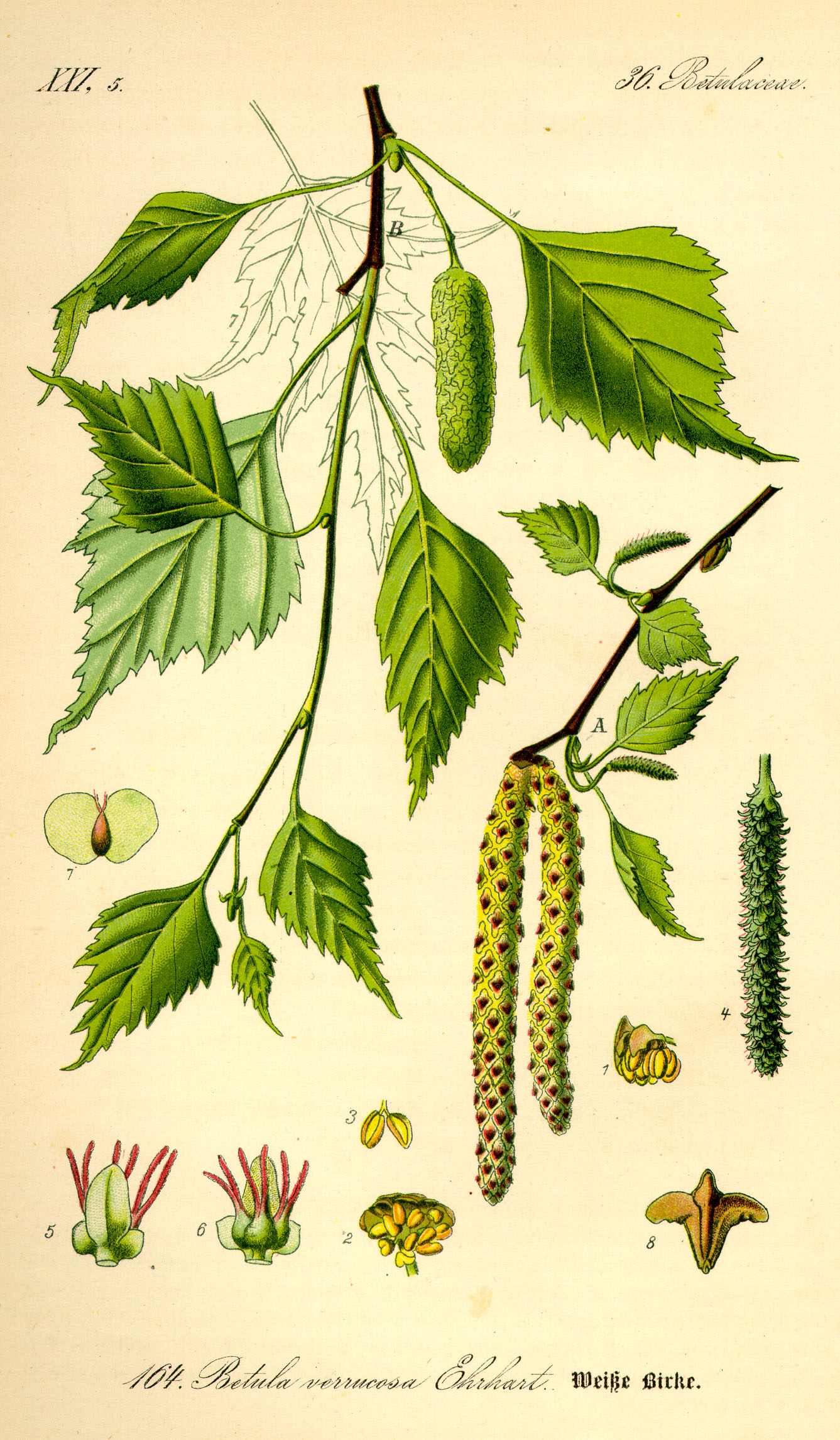
Il·lustració Betula pendula

Prefereix sòls àcids que continguin silici, humits i fèrtils, trobant-se sovint a prop dels cursos d'aigua i en zones asolellades. Per això, abunden en riberes de rius i en boscos frescos entre 600 i 1.800 metres. Poden aguantar freds intensos.
Creix silvestre en regions temperades d'Àsia, trobant-se preferentment a llocs muntanyosos de fins a 2.700 m. A la península ibèrica habita als Pirineus, el Sistema Central i el Sistema Ibèric (Serrania de Conca), Montes de Toledo, Serra Bètica i Penibètica. També es troba estès pel Rif africà. No sol sobrepassar gaire més dels 120 anys, amb creixement ràpid al principi. Brota d'esqueixos semillenyosos i llavors amb facilitat. No suporta les podes severes pel fet que sol perdre molta saba, sent propens a emmalaltir per les ferides.

## Descripció
El bedoll és un arbre caducifoli de fins a 30 metres d'altura i de 0,7 metres de diàmetre. La seva copa, que en un principi és estreta i cònica, adquireix més tard un volum rodó, bombat o irregular. El tronc està recobert d'una escorça blanca que amb l'edat s'aixeca i queden com unes plaques pigallades. Floreix entre el març i l'abril i els seus fruits maduren a l'estiu.
L'arrel és bastant superficial i axonomorfa, és a dir, té una rel principal. El tronc és recte o bé inclinat cap a un costat. Les branques inferiors són relativament curtes i cauen una mica, en canvi, les branques de la regió central i superior són més llargues i ascendents.
Les fulles són simples, alternes, penjants, quasi totes penjants amb el limbe prim acabat en una punta estreta i llarga. És entera en la base i doblement dentada en la resta de la fulla. Té una forma romboïdal, de color verd pàl·lid més intens en l'anvers que en el revés i amb 5 - 7 parells de nervis laterals. Les fulles joves són en un principi resinoses, després s'assequen i es forma una pel·lícula blanca. El pecíol té 1/3 part de la longitud del limbe.
És un arbre monoic, ja que hi ha flors masculines i femenines en el mateix peu. Les flors masculines estan agrupades en aments penjants d'uns 3 - 6 cm de llarg de color groc clar; es desenvolupen a la tardor, romanen sense obrir al llarg de l'hivern com a estructures cilíndriques de color púrpura i és a la primavera quan adopten l'estructura característica groga penjant. En aquesta darrera estació, apareixen les flors femenines reunides en aments cilíndrics més curts (2 - 4 cm) de color més verdós. Grups de tres flors masculines es troben emparades per una bràctea gran i dos de laterals petites, cada flor masculina consta d'un conjunt de pètals petits i verds i quatre estams que desprenen pol·len abundant perquè el transporti el vent. La flor femenina no té pètals però sí un ovari bicarpel·lar.

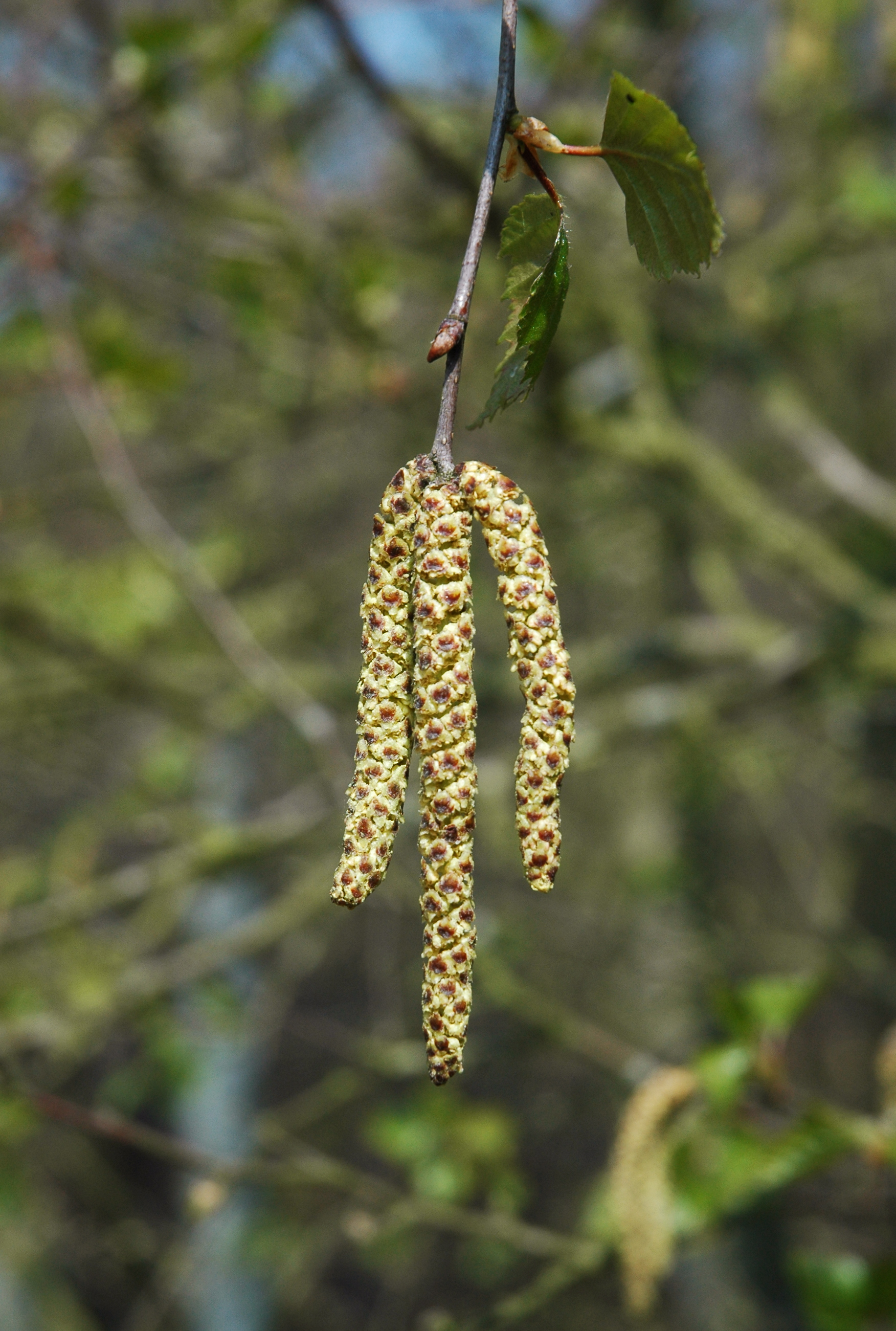
Aments masculins

Els aments masculins cauen una vegada han complert la seva missió, però els femenins es conserven fins que maduren i es dispersen els fruits. Els fruits són molt petits en forma de pinyeta o estròbil de color vermellós, amb una sola llavor que té dues aletes laterals que faciliten la seva dispersió per l'aire.

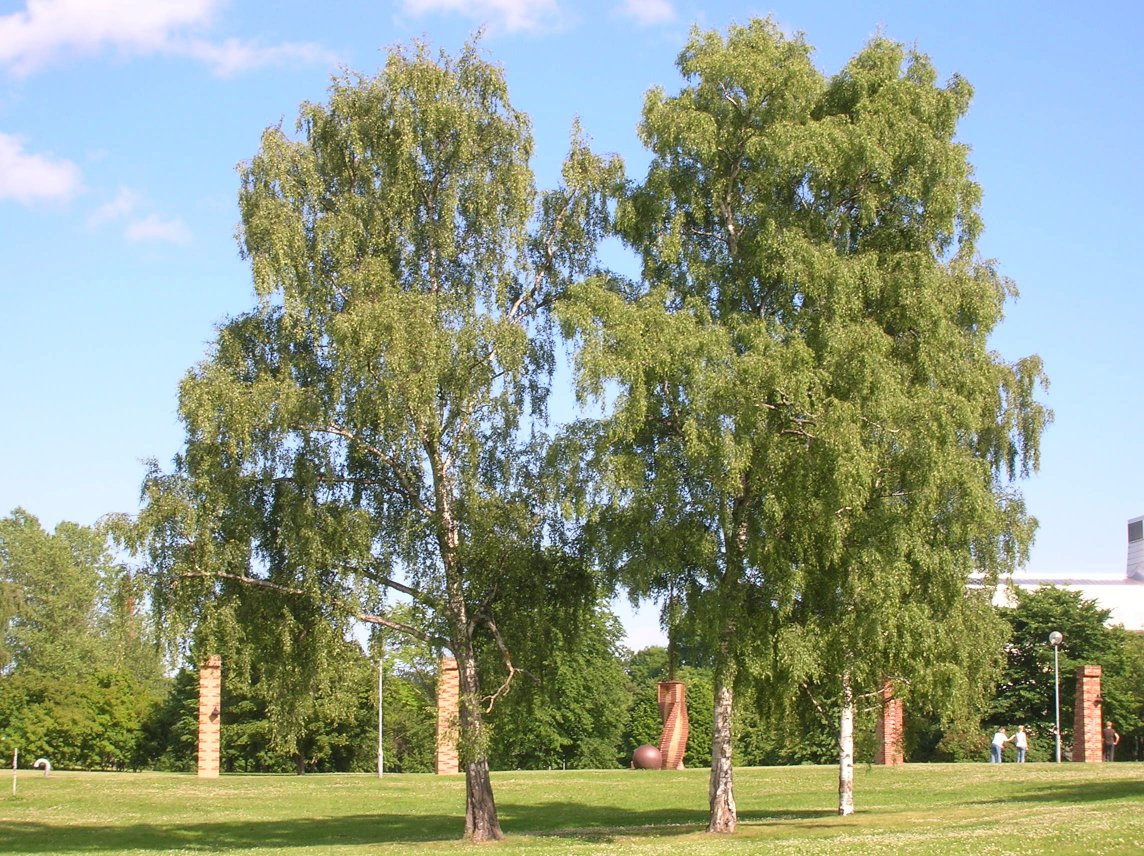
Bedolls a la Universitat d'Estocolm
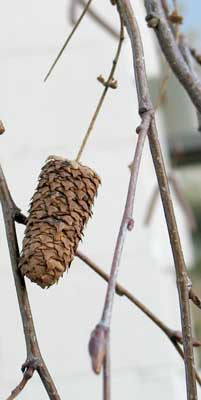
Betula pendula, fruit
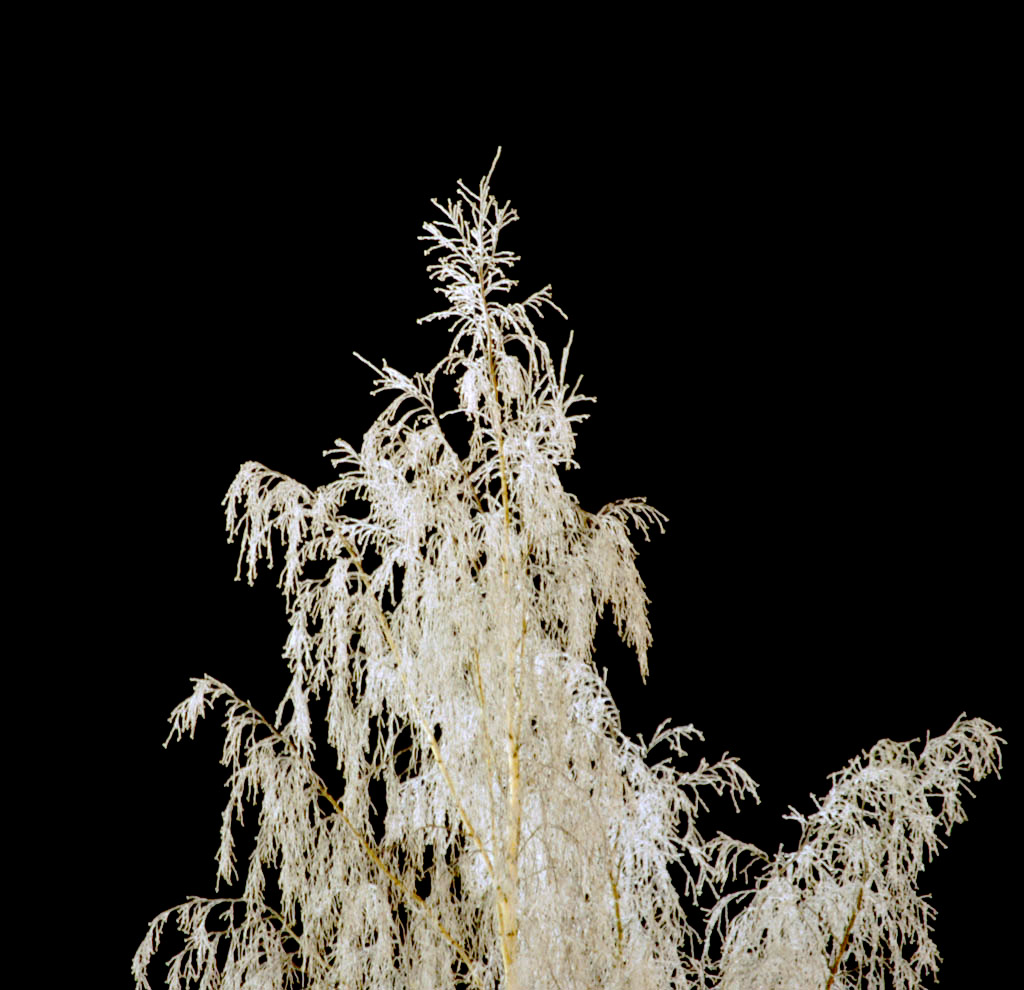
Betula pendula de nit a l'hivern

## Història
Segons la teoria més acceptada, el seu nom procediria del llatí betūlla que al seu torn procediria de la paraula betu que era com els celtes designaven al bedoll. No obstant això, abans de l'aparició del paper, l'escorça del bedoll s'usava per escriure sobre ella, per la qual cosa hi ha els que pensen que el seu nom es deriva del sànscrit bhurga, 'arbre a l'escorça del qual s'escriu'. Altres opinen que procedeix de batuere, 'batre', per l'ús que donaven els pastors les reixes que construïen amb les branques.Donada la flexibilitat i duresa dels branquillons del bedoll, van ser utilitzades com a instrument de flagel·lació; en altres temps els professors les utilitzaven per imposar dura disciplina a les aules.

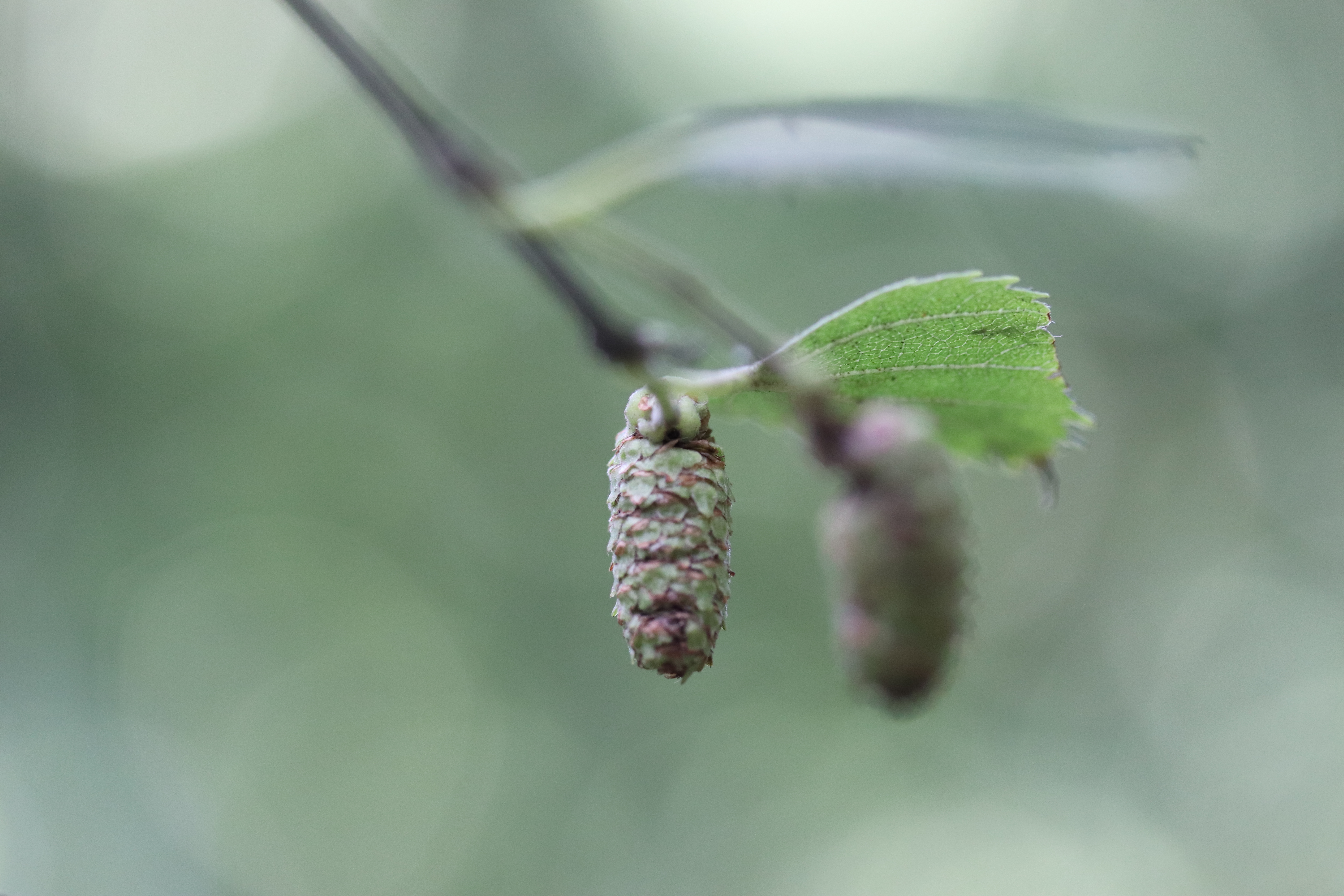
Estròbil

## Composició química

### A les fulles
- Saponines (substàncies de caràcter àcid i neutre) triterpèniques
- Flavonoides (3,3%), hi ha més flavonoides en les fulles joves que en les velles. Els principals són: hiperòsid (0,08%), avicularina (0,57%), heteròcits de miricitrina (0,37%), quercetol (0,25%) i quercitrina (0,14%)
- Àcids fenòlics derivats de l'àcid cinàmic. Àcid clorogènic.
- Vitamines, especialment vitamina C.
- Sals minerals, les fulles són riques en sals potàssiques (4%)

### A l'escorça
- Betulinol, un alcohol bivalent també anomenat càmfora de bedoll (fins a un 12%)
- Betulòsid, un heteròcit que és un monosacàrid de fenol - alcohol secundari.
- Tanins (de 4 a 15%)
- Glucosa (petites quantitats)
- Xilana
- Pentosanes (en quantitats variables segons l'estació de l'any)
- Oli essencial, conté sesquiterpens

Les parts del bedoll que s'utilitzen són majoritàriament les fulles, tot i que també es fa servir l'escorça i els brots nous que van sortint en l'arbre.

## Usos medicinals

### Usos aprovats per la Comissió E del Ministeri de Sanitat alemany
- Edema (acumulació de líquid a l'espai tissular intercel·lular o intersticial i també en les cavitats de l'organisme) i oligúria (disminució o absència de producció d'orina)
- Càlculs renals i càlculs urinaris (tros de material sòlid que es forma en el ronyó o en el tracte urinari a partir de substàncies que estan a l'orina). Prevenció i tractament de càlculs, ja que en augmentar l'eliminació d'orina, es poden arrossegar microcristalls i sorreta d'oxalat càlcic.
- Infeccions genitourinàries. En afavorir el drenatge de l'orina, pot ajudar en l'eliminació de microorganismes patògens.

### Usos tradicionals
- Hipertensió arterial. Tractament complementari, ja que produeix una disminució del volum sanguini.
- Hiperlipidèmia (nivell anormalment alt de substàncies grassoses a la sang) i hipercolesterolèmia (presència de colesterol en sang per sobre dels nivells considerats normals). Tractament complementari d'hiperlipidèmies en afavorir l'eliminació biliar del colesterol.
- Afeccions biliars com: dispèpsia biliar, discinèsia biliar, litiasis biliar o colelitiasis.

### Altres usos
Mitjançant unes incisions que es fan a l'escorça, s'extreu un líquid ensucrat que, per fermentació, dona lloc a la cervesa de bedoll. A més, les fulles s'han utilitzat per tenyir teixits.
De l'escorça es destil·la un oli (quitrà de bedoll) que es fa servir per adobar cuir, al que sembla protegir de l'atac d'insectes. La fusta és blanca, lleugera, fàcil de treballar.

## Accions farmacològiques
- Diürètic: les fulles del bedoll han demostrat en estudis animals tenir un efecte diürètic per la presència de flavonoides i de sals minerals potàssiques.
- Colagog/colerètic: s'ha comprovat en assaigs a animals que les fulles del bedoll presenten un lleuger efecte colagog, augmentant la secreció de bilis. Aquest efecte podria ser degut a la presència de flavonoides tot i que també s'han descrit propietats colerètiques per l'àcid clorogènic. Tot i això, el mecanisme d'acció del bedoll és encara desconegut.
- Cicatritzant: l'escorça del bedoll és molt rica en tanins, pel que exerceix un efecte astringent dermatològic i afavoreix la cicatrització.

## Toxicitat
Tot i que no es tracta d'una planta tòxica, sí que té algunes contraindicacions i s'han de prendre algunes precaucions en el seu ús.
- Úlcera pèptica: el bedoll podria produir un empitjorament de l'úlcera pèptica per l'efecte ulcerogènic dels tanins.
- Gastritis: el bedoll podria produir un empitjorament de la gastritis degut també a l'efecte ulcerogènic dels tanins.
- Embaràs i lactància: el bedoll no s'ha d'utilitzar durant aquests períodes a causa de l'absència de dades que provin la seva seguretat.
- Insuficiència renal i cardíaca: el bedoll s'ha d'utilitzar amb precaució en el tractament d'aquest tipus d'edemes.